# Турельная установка

Турельная установка П-40 (под пулемёт ДТ). СССР, 1930-е годы

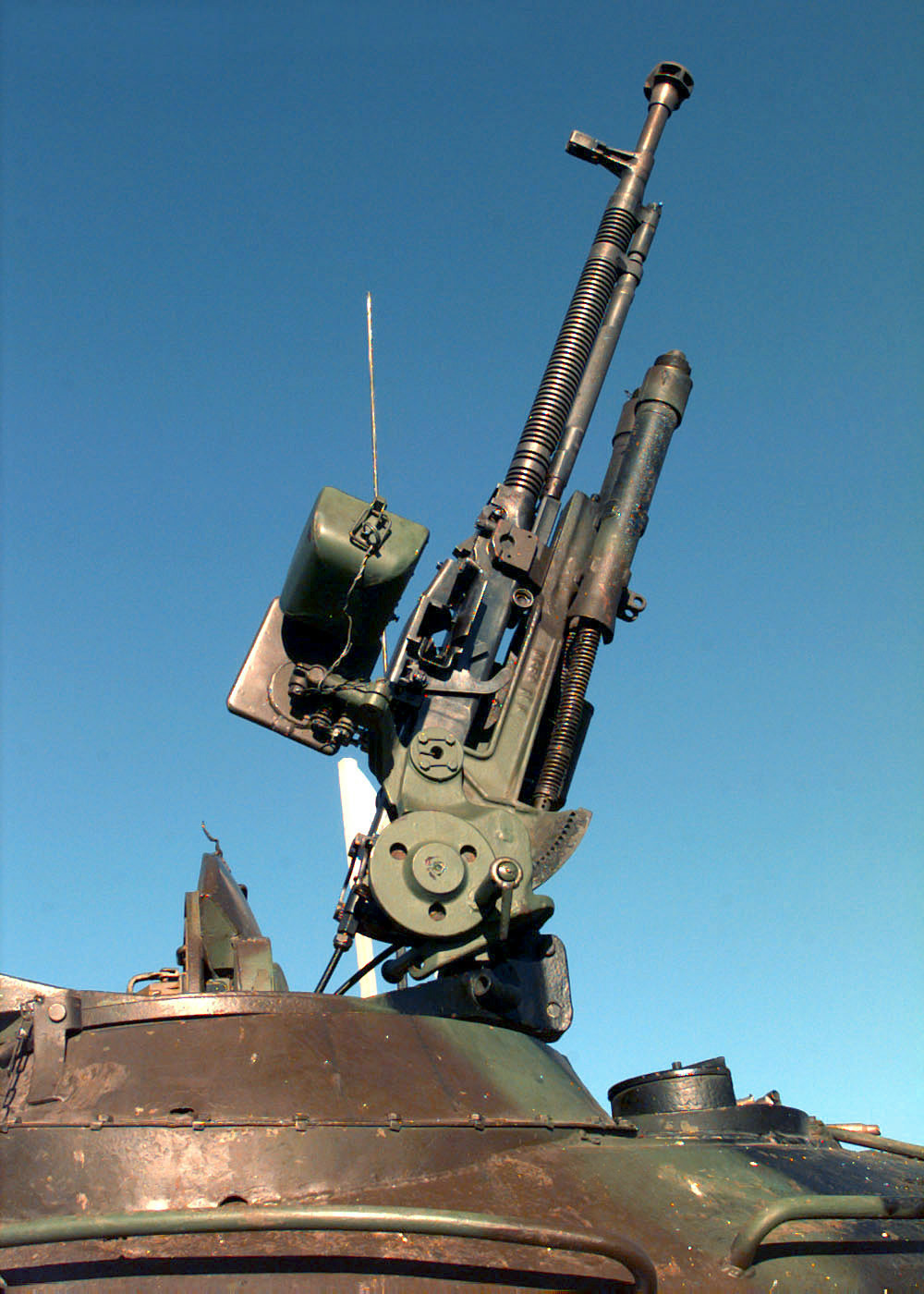
Турельная установка с зенитным пулемётом ДШКМ на танке Т-55

Туре́льная устано́вка, или туре́ль (от фр. tourelle — «башенка»), — установка для крепления пулемётов или малокалиберных автоматических пушек, обеспечивающая с помощью специальных систем и силовых приводов их наводку в горизонтальной и вертикальной плоскостях.
Турели используются в стационарном варианте, а также на некоторых самолётах, танках, броневых машинах и кораблях, начиная с 1910-х годов, а также на аэросанях НКЛ-26.

## Конструкция
Основой конструкции обычно является поворотное кольцо, внутри которого сидит наводчик-стрелок огнестрельного оружия: это снимает основную проблему более простых шкворневых установок, у которых наводка огнестрельного оружия по горизонтали осуществляется вокруг оси, обычно проходящей через его точку крепления, что вынуждает стрелка-наводчика самому перемещаться вокруг точки крепления. Кроме того в авиации турельные установки сделали возможным круговой обстрел, так как кабина самолёта сильно ограничивала перемещения стрелка-наводчика в случае шкворневых установок.
В гражданском применении турель — устройство для наведения на цель установленных на неё механизмов (например водяной пушки пожарной машины аэродрома).

## Виды и типы
Различают: 
- открытые турели, когда наводчик и механизмы не защищены;
- турели, частично закрытые тонкими металлическими листами;
- закрытые (защищённые) турели.